# Tridax trilobata
Tridax trilobata là một loài thực vật có hoa trong họ Cúc. Loài này được (Cav.) Hemsl. miêu tả khoa học đầu tiên năm 1881.